# WWE NXT
WWE NXT, também conhecido simplesmente como NXT, é um programa de televisão de luta livre profissional. É produzido pela promoção americana de wrestling profissional WWE, apresentando lutadores da marca NXT da promoção. Atualmente, o programa é transmitido ao vivo às terças-feiras às 20 horas ET na USA Network.
O NXT estreou inicialmente em 2010 como um show sazonal que foi apresentado como um híbrido entre os programas de eventos ao vivo da WWE e os reality shows, no qual talentos do território de desenvolvimento da WWE Florida Championship Wrestling (FCW) participaram de uma competição para se tornar a próxima "estrela da WWE", com a ajuda de mentores das marcas Raw e SmackDown da WWE. Cinco temporadas desta iteração foram transmitidas, com Wade Barrett, Kaval, Kaitlyn e Johnny Curtis como vencedores.
Em junho de 2012, a WWE encerrou o formato de competição sazonal e optou por reformular o programa como um programa de luta livre. O WWE NXT se tornou o principal programa de televisão da marca NXT e, desde então, recebeu uma recepção positiva e alta audiência, com elogios por sua alta qualidade de wrestling e histórias cativantes, particularmente de 2014 a 2018. Muitos consideraram o NXT superior aos principais shows da WWE durante esse período.
A versão inicial do programa estreou no Syfy em 23 de fevereiro de 2010, substituindo a ECW, mas foi substituída pelo SmackDown em outubro. Em seguida, foi ao ar como um webcast de hora em hora no WWE.com nos Estados Unidos até 13 de junho de 2012, antes de ser expandido para os mercados internacionais na WWE Network em 2014. Em 2019, o NXT expandiu-se para um programa ao vivo de duas horas na WWE Network. Em setembro de 2021, o programa foi reformulado e renomeado como NXT 2.0. Um programa suplementar intitulado NXT Level Up foi transmitido de 18 de fevereiro de 2022 até 27 de dezembro de 2024, substituindo o 205 Live. Em setembro de 2022, o "2.0" foi removido do título, e em 1º de outubro de 2024, o NXT foi transferido para o canal The CW.

## História
Em 2 de fevereiro de 2010, o presidente da WWE Vince McMahon introduziu um novo programa semanal que substituiria o ECW cancelado em seu horário no Syfy. McMahon descreveu o show como "a próxima evolução da WWE; a próxima evolução da história da televisão".
O nome do novo programa, NXT, O nome foi descoberto mais tarde como marca registrada já no Reino Unido pela afiliada da National Wrestling Alliance (NWA), a Scottish Wrestling Alliance (SWA), que também usou "NXT" como sua marca para as próximas estrelas. Ambas as partes finalmente chegaram a um acordo que resultou no lançamento da marca "NXT" pela SWA em favor de uma nova antes da estreia do programa.
O formato do show foi revelado em um artigo da Variety em 16 de fevereiro, com um comunicado de imprensa da WWE feito pouco mais tarde naquele dia. NXT é a segunda série baseada em realidade produzida pela WWE, sendo a primeira o WWE Tough Enough que foi ao ar entre 2001 e 2004. Devido à natureza da WWE de exibir shows semanais sem hiato, o plano para o NXT era dividir o conjunto de episódios do ano em várias temporadas.

### Formato original (2010–2012)
O NXT foi formado em 2010 quando eles uniram lutadores do território de desenvolvimento da WWE, Florida Championship Wrestling (apelidado de "Rookies") com lutadores das marcas Raw e SmackDown da WWE (apelidadas de "Pros"). Cada episódio apresentava os novatos sendo orientados pelos profissionais enquanto eles desenvolviam seus truques e habilidades de desempenho na frente de uma platéia ao vivo. Os pares também permitiram que o show se cruzasse nos programas Raw e SmackDown da WWE. Como a duração de cada temporada era diferente, as características da competição ocorrem em momentos diferentes de acordo. Além das partidas, desafios semanais foram realizados durante a competição para testar ainda mais as habilidades físicas e mentais dos Rookies.
Os desafios físicos anteriores incluem um concurso de carregamento de barril, um concurso e um torneio "Rock 'Em Sock 'Em". Os desafios não físicos anteriores incluem fazer promoções de 30 segundos em um determinado tópico e vender o programa dentro de um limite de tempo.
Durante as duas primeiras temporadas, o vencedor do desafio semanal recebe um prêmio especial, como um combate do evento principal, um segmento de talk show ou um recurso no site oficial da WWE. Um dos prêmios mais frequentes dados ao vencedor é um "Passe de Imunidade", que dá ao titular imunidade de eliminação na próxima rodada de pesquisas. Durante as últimas três temporadas, uma ênfase maior nos desafios foi colocada no programa. Em vez de conceder prêmios ao vencedor dos desafios, os pontos são concedidos ao vencedor com uma contagem cumulativa de pontos registrados antes de cada uma das três primeiras pesquisas. O Rookie com mais pontos antes da próxima votação recebe imunidade. Na terceira temporada, um ponto é concedido por vencer o desafio.
Em outubro de 2010, a WWE mudou seu show SmackDown para Syfy, com o NXT deixando a rede ao mesmo tempo. Apesar da intenção declarada da WWE de transmitir o show em outro canal de TV, o NXT começou a ser transmitido como um webcast no site da WWE para visitantes americanos.
Na quarta temporada, o número de pontos varia de acordo com a dificuldade do desafio. No resultado de um tie-break, o público é convidado a votar no Rookie que deseja obter imunidade. A quarta temporada também viu a introdução de partidas de desafio envolvendo toda a lista de Pros ou Rookies, onde o vencedor teria a chance de trocar seu respectivo Rookie ou Pro por outro. Em várias semanas, foram realizadas pesquisas para avaliar o sucesso de cada Rookie e determinar o vencedor da competição. Os rankings da enquete são inteiramente determinados pelos votos dos Pros e a partir da 2ª temporada, votos dos fãs através do site oficial da WWE. Nos votos dos Pros, cada um dos Pros vota em seu Rookie favorito, mas não pode votar em seu próprio Rookie. Seus votos são baseados nos seguintes quatro critérios:
- Registro de vitórias e derrotas dentro do show
- Força dos adversários
- Ética de trabalho
- Fator "Isto"

Inicialmente, nas duas primeiras temporadas, os resultados completos e as classificações da pesquisa foram revelados. No entanto, desde 17 de agosto de 2010 apenas a eliminação é revelada. A primeira votação, geralmente realizada a um terço da competição, determina a classificação dos Rookies. As pesquisas subsequentes são realizadas várias semanas depois, perto do final da temporada, onde o Rookie com classificação mais baixa sem imunidade é eliminado. A segunda temporada foi definida para usar esse formato, mas foi alterada para que a primeira enquete fosse uma enquete de eliminação. A terceira temporada também usou o formato da segunda temporada. O show continuou até o final da temporada, onde os dois ou três Rookies finais aparecem. Uma ou duas pesquisas finais foram realizadas para determinar o vencedor da competição. O prêmio para o vencedor é um contrato com a WWE, bem como uma luta pelo título em qualquer eventos pay-per-view e WWE Network. Fora das pesquisas, os Rookies ainda podem ser eliminados por uma decisão executiva da administração da WWE, já que na primeira temporada Daniel Bryan e Michael Tarver foram eliminados pela administração por falta de autoconfiança.
A partir de 2012, a competição de Rookies foi abandonada com o show agora apresentando rookies do passado e do presente ao lado de membros inferiores da lista principal da WWE. William Regal também assumiria o cargo de figura de autoridade e coordenador de combate, com Matt Striker sendo mantido como apresentador do programa. Em 30 de maio de 2012, foi revelado que uma sexta temporada do NXT sob seu formato original foi ao ar. A temporada deveria estrelar Big E, Seth Rollins, Damien Sandow, Sin Cara, Bo Dallas e Adam Rose como os novatos da temporada, mas acabou sendo cancelado antes de ir ao ar.

### Reinício (2012–2021)
Em maio de 2012, o formato do programa foi reformulado. O show começou a usar mais talentos da FCW, bem como talentos da lista principal. Os primeiros quatro episódios sob o novo formato foram gravados na Full Sail University em 17 de maio. Começando com o NXT Arrival em fevereiro de 2014, o NXT ocasionalmente transmitia episódios ao vivo na WWE Network, que efetivamente servem como o equivalente do NXT aos principais programas de pay-per-view da lista. A WWE continuou a transmitir o NXT Redemption, esperando que um novo acordo de televisão pudesse ser feito. WWE.com revelou em 13 de junho que a nova versão do NXT seria disponibilizada online via WWE.com e YouTube a partir de quarta-feira, 20 de junho, quando a WWE começaria a transmitir os episódios gravados no Full Sail em 17 de maio. removendo todo o material do NXT de seu site em 19 de junho. NXT foi ao ar exclusivamente no Hulu e Hulu Plus nos Estados Unidos, continuando a ser transmitido internacionalmente. O NXT começou a ser exibido na WWE Network em 27 de fevereiro de 2014, com um evento ao vivo chamado NXT Arrival.

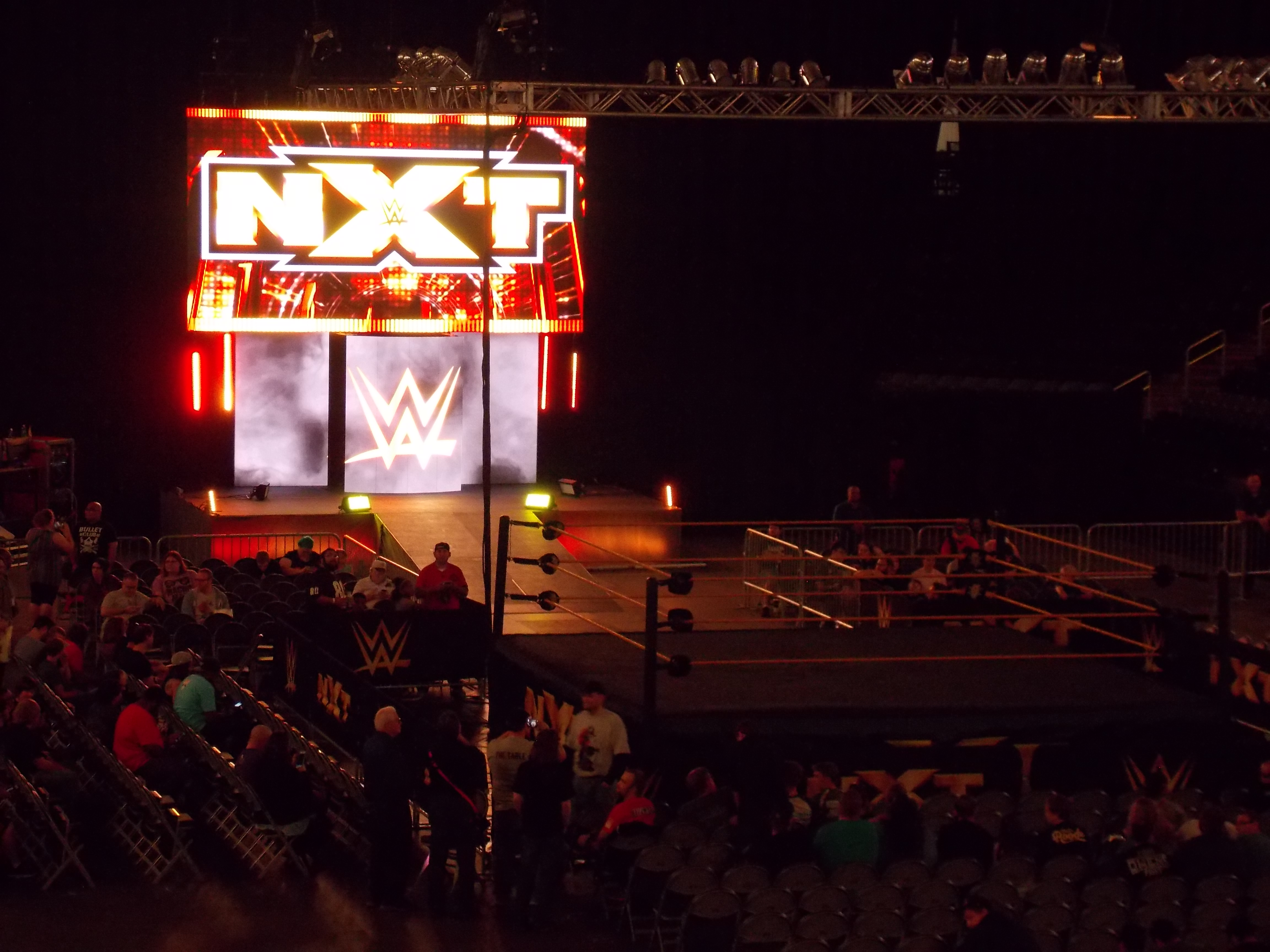
House show do NXT em Omaha, Nebraska, em 2016.

O NXT retornou à TV a cabo em 20 de dezembro de 2017, exibindo um especial de 1 hora na USA Network.

### USA Network (2019–2024)
Em setembro de 2019, o NXT mudou-se permanentemente para a USA Network e foi reformulado como um programa ao vivo de duas horas nas noites de quarta-feira, com replays disponíveis no dia seguinte na WWE Network. Devido à sobreposição de horários com os episódios finais de Suits, a segunda hora do programa foi ao ar na WWE Network até 2 de outubro, quando começou a ser exibida em sua totalidade nos EUA. Isso começou o Wednesday Night Wars, durante o qual o NXT foi transmitido em competição direta com o show de luta livre rival AEW Dynamite, que foi ao ar no mesmo horário na TNT. Várias publicações notaram a semelhança entre esta guerra de audiência e as Monday Night Wars que envolveram o Raw e WCW Monday Nitro.
A partir do episódio de 18 de março de 2020 do NXT, a WWE começou a filmar todos os seus programas sem audiência na Full Sail University como resultado das restrições impostas em meio à pandemia do COVID-19. A partir de 4 de outubro de 2020, todos os shows do NXT, incluindo os especiais do NXT TakeOver, foram transmitidos ao vivo do WWE Performance Center, que foi modificado e agora é conhecido como Capitol Wrestling Center com capacidade para quase 100 membros da audiência e poucas pessoas aparecendo para o show através da tela virtual semelhante ao WWE ThunderDome.
Em 13 de abril de 2021, após a WrestleMania 37, a WWE mudou o NXT de volta para as noites de terça-feira.
O Wednesday Night Wars chegou ao fim em abril de 2021, quando o NXT foi transferido para as noites de terça-feira. Depois que doze lutadores do NXT foram liberados de seus contratos em agosto, Dave Scherer e Mike Johnson, do Pro Wrestling Insider, relataram que havia conversas internas sobre grandes mudanças na marca, como: "um novo logotipo, nova iluminação, foco em talentos mais jovens e um formato diferente dos programas de TV." Dave Meltzer relatou que, depois de ter perdido a guerra de audiência com a AEW, o NXT provavelmente voltará às suas raízes de desenvolvimento, com "talentos mais jovens, maiores e que um dia no evento da WrestleMania." O presidente da WWE Nick Khan posteriormente confirmou que o NXT passaria por uma "renovação completa" supervisionada por Triple H. No entanto, devido a uma cirurgia no coração em setembro, Levesque se afastou do NXT, com Shawn Michaels assumindo a supervisão das mudanças.
No episódio de 14 de setembro de 2021 do NXT, o programa foi relançado como NXT 2.0 para marcar as mudanças, apresentando um novo logo colorido em arco-íris e um estúdio reformulado. Em setembro de 2022, o papel de Michaels foi tornado permanente, com seu título de cargo confirmado como Vice-presidente Sênior de Desenvolvimento de Talentos Criativos, sendo responsável tanto pela parte criativa quanto pelo desenvolvimento no NXT. Ao final do episódio de 13 de setembro de 2022 do NXT (que marcou o primeiro aniversário do relançamento), um logo atualizado do NXT foi revelado, removendo a marcação "2.0" e retornando ao esquema de cores douradas.

### Mudança para o The CW (2024–presente)
Em 7 de novembro de 2023, a WWE anunciou que o NXT se mudaria para o The CW em outubro de 2024, sob um contrato de cinco anos. A emissora já havia transmitido o SmackDown (como uma continuação de seu antecessor, o UPN), bem como o breve Saturday Morning Slam (como parte do bloco matinal Vortexx produzido pela Saban Brands). O NXT estreou no The CW em 1º de outubro de 2024; como parte do lançamento, o programa agendou duas semanas de shows em locais diferentes, enquanto o estúdio do Performance Center era reformulado, com a estreia da temporada na Allstate Arena em Rosemont, seguida pelo Enterprise Center em St. Louis na semana seguinte. No entanto, o show em St. Louis foi posteriormente transferido para um local menor—The Factory at The District—no subúrbio de Chesterfield, Missouri. Em 21 de outubro de 2024, a WWE anunciou que transmitiria o NXT 2300 da 2300 Arena na Filadélfia (antiga casa da ECW) no dia 6 de novembro, uma transmissão especial na noite de quarta-feira devido à transmissão simultânea da cobertura da eleição presidencial dos Estados Unidos em 2024 pela NewsNation, emissora irmã do The CW.

## Personalidades televisivas

### Figuras de autoridade
| Figuras de autoridade    | Posição                 | Data de início          | Data de término        |
| ------------------------ | ----------------------- | ----------------------- | ---------------------- |
| Matt Striker             | Apresentador            | 23 de Fevereiro de 2010 | 13 de Junho de 2012    |
| Ashley Valence           | Co-apresentadora        | 22 de Junho de 2010     | 21 de Agosto de 2010   |
| Maryse                   | Co-apresentadora        | 8 de Março de 2011      | 26 de Junho de 2011    |
| William Regal            | Coordenador de combates | 29 de Fevereiro de 2012 | 13 de Junho de 2012    |
| William Regal            | Gerente geral           | 31 de Junho de 2014     | 5 de Janeiro de 2022   |
| Dusty Rhodes             | Gerente geral interino  | 20 de Junho de 2020     | 25 de Setembro de 2013 |
| Dusty Rhodes             | Comissário              | 29 de Agosto de 2012    | 29 de Agosto de 2012   |
| John "Bradshaw" Layfield | Gerente geral           | 25 de Setembro de 2013  | 31 de Julho de 2014    |
| Michael Cole             | Gerente geral interino  | 25 de Novembro de 2015  | 25 de Novembro de 2015 |
| Samoa Joe                | Executor executivo      | 15 de Junho de 2021     | 27 de Julho de 2021    |

### Comentaristas
| Comentaristas                                                                                   | Data de início          | Data de término        |
| ----------------------------------------------------------------------------------------------- | ----------------------- | ---------------------- |
| Michael Cole e Josh Mathews                                                                     | 23 de Fevereiro de 2010 | 30 de Novembro de 2010 |
| Michael Cole e Josh Mathews                                                                     | 18 de Janeiro de 2012   |                        |
| Michael Cole, Josh Mathews e CM Punk                                                            | 21 de Setembro de 2010  | 21 de Setembro de 2010 |
| Todd Grisham e Josh Mathews                                                                     | 7 de Dezembro de 2010   | 1º de Marçode 2011     |
| Todd Grisham e William Regal                                                                    | 8 de Março de 2011      | 12 de Abril de 2011    |
| Todd Grisham e William Regal                                                                    | 26 de Abril de 2011     |                        |
| Todd Grisham e William Regal                                                                    | 17 de Maio de 2011      | 24 de Maio de 2011     |
| Todd Grisham e William Regal                                                                    | 7 de Junho de 2011      | 23 de Agosto de 2011   |
| Todd Grisham e Matt Striker                                                                     | 3 de Maio de 2011       | 10 de Maio de 2011     |
| Todd Grisham and Michael Cole                                                                   | 31 de Maio de 2011      | 31 de Maio de 2011     |
| Jack Korpela e William Regal                                                                    | 6 de Setembro de 2011   | 3 de Novembro de 2011  |
| Jack Korpela e Michael Cole                                                                     | 13 de Setembro de 2011  | 13 de Setembro de 2011 |
| Josh Mathews e Matt Striker                                                                     | 9 de Novembro de 2011   | 28 de Dezembro de 2011 |
| Matt Striker e William Regal                                                                    | 23 de Novembro 2011     | 23 de Novembro 2011    |
| Matt Striker e William Regal                                                                    | 4 de Janeiro de 2012    | 11 de Janeiro de 2012  |
| Josh Mathews and William Regal                                                                  | 19 de Abril de 2011     | 19 de Abril de 2011    |
| Josh Mathews and William Regal                                                                  | 16 de Novembro de 2011  |                        |
| Josh Mathews and William Regal                                                                  | 25 de Janeiro de 2012   | 13 de Junho de 2012    |
| Matt Striker e comentaristas convidados                                                         | 25 de Abril de 2012     | 25 de Abril de 2012    |
| Jim Ross e Byron Saxton                                                                         | 27 de Junho de 2012     | 4 de Julho de 2012     |
| Byron Saxton, William Regal e Jim Ross                                                          | 11 de Julho de 2012     | 17 de Outubro de 2012  |
| Jim Ross e William Regal                                                                        | 20 de Junho de 2012     | 20 de Junho de 2012    |
| Jim Ross e William Regal                                                                        | 24 de Outubro de 2012   | 31 de Outubro de 2012  |
| Tony Luftman e William Regal                                                                    | 24 de Outubro de 2012   | 31 de Outubro de 2012  |
| Tom Phillips, William Regal, Tony Dawson e Brad Maddox                                          | 7 de Novembro de 2012   | 31 de Junho de 2013    |
| Tony Dawson, William Regal, Tom Phillips e Alex Riley                                           | 7 de Agosto de 2013     | 20 de Setembro de 2013 |
| Tom Phillips, William Regal, Byron Saxton, Alex Riley, Jason Albert e Renee Young               | 20 de Setembro de 2013  | 3 de Abril de 2014     |
| Tom Phillips, William Regal, Byron Saxton, Rich Brennan, Alex Riley, Jason Albert e Renee Young | 10 de Abril de 2014     | 24 de Julho de 2014    |
| Tom Phillips, Byron Saxton, Renee Young, Rich Brennan, Alex Riley e Jason Albert                | 31 de Julho de 2014     | 11 de Setembro de 2014 |
| Rich Brennan, Alex Riley, Jason Albert e Renee Young                                            | 18 de Setembro de 2014  | 11 de Dezembro de 2014 |
| Rich Brennan, Alex Riley, Jason Albert, Renee Young e Corey Graves                              | 11 de Dezembro de 2014  | 21 de Janeiro de 2015  |
| Renee Young e Corey Graves                                                                      | 25 de Dezembro de 2014  | 25 de Dezembro de 2014 |
| Rich Brennan, Tom Phillips, Alex Riley, Corey Graves e Jason Albert                             | 28 de Janeiro de 2015   | 4 de Março de 2015     |
| Rich Brennan, Tom Phillips, Corey Graves e Jason Albert                                         | 11 de Março de 2015     | 18 de Março de 2015    |
| Rich Brennan e Corey Graves                                                                     | 25 de Março de 2015     | 22 de Abril de 2015    |
| Rich Brennan e Corey Graves                                                                     | 26 de Agosto de 2015    | 9 de Setembro de 2015  |
| Rich Brennan e Corey Graves                                                                     | 30 de Dezembro de 2015  | 6 de Janeiro de 2016   |
| Rich Brennan, Corey Graves e Byron Saxton                                                       | 29 de Abril de 2015     | 22 de Agosto de 2015   |
| Rich Brennan, Corey Graves e Byron Saxton                                                       | 16 de Setembro de 2015  | 23 de Dezembro de 2015 |
| Tom Phillips e Corey Graves                                                                     | 13 de Janeiro de 2016   | 30 de Novembro de 2016 |
| Tom Phillips, Corey Graves e Percy Watson                                                       | 7 de Dezembro de 2016   | 1 de Fevereiro de 2017 |
| Tom Phillips, Nigel McGuinness e Percy Watson                                                   | 8 de Fevereiro de 2017  | 21 de Junho de 2017    |
| Mauro Ranallo, Nigel McGuinness e Percy Watson                                                  | 28 de Junho de 2017     | 11 de Abril de 2018    |
| Mauro Ranallo, Nigel McGuinness e Percy Watson                                                  | 16 de Maio de 2018      | 8 de Maio de 2019      |
| Mauro Ranallo e Percy Watson                                                                    | 29 de Novembro de 2017  | 29 de Novembro de 2017 |
| Mauro Ranallo e Percy Watson                                                                    | 31 de Janeiro de 2018   |                        |
| Mauro Ranallo e Percy Watson                                                                    | 18 de Abril de 2018     | 9 de Maio de 2018      |
| Vic Joseph, Nigel McGuinness e Percy Watson                                                     | 20 de Junho de 2018     | 20 de Junho de 2018    |
| Vic Joseph, Nigel McGuinness e Percy Watson                                                     | 24 de Outubro de 2018   | 14 de Novembro de 2018 |
| Vic Joseph and Nigel McGuinness                                                                 | 28 de Novembro de 2018  | 28 de Novembro de 2018 |
| Mauro Ranallo, Nigel McGuinness e Beth Phoenix                                                  | 15 de Maio de 2019      | 11 de Março de 2020    |
| Mauro Ranallo e Nigel McGuinness                                                                | 12 de Junho de 2019     | 12 de Junho de 2019    |
| Mauro Ranallo e Nigel McGuinness                                                                | 4 de Março de 2020      |                        |
| Tom Phillips, Nigel McGuinness e Beth Phoenix                                                   | 27 de Novembro de 2019  | 27 de Novembro de 2019 |
| Mauro Ranallo, Nigel McGuinness, Tom Phillips e Beth Phoenix                                    | 25 de Dezembro de 2019  | 25 de Dezembro de 2019 |
| Mauro Ranallo e Beth Phoenix                                                                    | 15 de Janeiro de 2020   | 15 de Janeiro de 2020  |
| Mauro Ranallo e Beth Phoenix                                                                    | 24 de Junho de 2020     |                        |
| Tom Phillips e Triple H                                                                         | 18 de Março de 2020     | 18 de Março de 2020    |
| Tom Phillips e Byron Saxton                                                                     | 25 de Março de 2020     | 25 de Março de 2020    |
| Tom Phillips e Byron Saxton                                                                     | 15 de Abril de 2020     | 22 de Abril de 2020    |
| Tom Phillips e Sam Roberts                                                                      | 1 de Abril de 2020      | 1 de Abril de 2020     |
| Mauro Ranallo                                                                                   | 8 de Abril de 2020      | 8 de Abril de 2020     |
| Mauro Ranallo, Tom Phillips e Beth Phoenix                                                      | 29 de Abril de 2020     | 6 de Maio de 2020      |
| Mauro Ranallo, Tom Phillips e Beth Phoenix                                                      | 27 de Maio de 2020      | 17 de Junho 2020       |
| Mauro Ranallo, Tom Phillips e Beth Phoenix                                                      | 1º de Julho de 2020     | 5 de Agosto de 2020    |
| Mauro Ranallo, Beth Phoenix e Byron Saxton                                                      | 13 de Maio de 2020      | 20 de Maio de 2020     |
| Mauro Ranallo, Vic Joseph e Beth Phoenix                                                        | 12 de Agosto de 2020    | 19 de Agosto de 2020   |
| Vic Joseph, Wade Barrett e Beth Phoenix                                                         | 26 de Agosto de 2020    | 30 de Novembro de 2021 |
| Tom Phillips e Beth Phoenix                                                                     | 23 de Setembro de 2020  | 30 de Setembro de 2020 |
| Vic Joseph, Kevin Owens e Beth Phoenix                                                          | 25 de Novembro de 2020  | 25 de Novembro de 2020 |
| Vic Joseph e Wade Barrett                                                                       | 29 de Junho de 2021     | 29 de Junho de 2021    |
| Vic Joseph e Wade Barrett                                                                       | 10 de Agosto de 2021    |                        |
| Vic Joseph e Wade Barrett                                                                       | 19 de Outubro de 2021   |                        |
| Vic Joseph e Wade Barrett                                                                       | 7 de Dezembro de 2021   | 27 de Setembro de 2022 |
| Sudu Shah, Byron Saxton e Wade Barrett                                                          | 4 de Outubro de 2022    | 4 de Outubro de 2022   |
| Vic Joseph e Booker T                                                                           | 11 de Outubro de 2022   | presente               |

### Anunciadores de ringue
| Anunciadores de ringue                                               | Data de início                                                          | Data de término                                                         |
| -------------------------------------------------------------------- | ----------------------------------------------------------------------- | ----------------------------------------------------------------------- |
| Savannah                                                             | 23 de Fevereiro de 2010                                                 | 1º de Junho de 2010                                                     |
| Jamie Keyes                                                          | 8 de Junho de 2010                                                      | 24 de Agosto de 2010                                                    |
| Justin Roberts                                                       | 7 de Dezembro de 2010                                                   | 7 de Dezembro de 2010                                                   |
| Justin Roberts                                                       | 8 de Março de 2011                                                      |                                                                         |
| Justin Roberts                                                       | 13 de Setembro de 2011                                                  |                                                                         |
| Tony Chimel*                                                         | 31 de Agosto de 2010                                                    | 30 de Novembro de 2010                                                  |
| Tony Chimel*                                                         | 14 de Dezembro de 2010                                                  | 1º de Março de 2011                                                     |
| Tony Chimel*                                                         | 15 de Março de 2011                                                     | 30 de Novembro de 2011                                                  |
| Tony Chimel*                                                         | 28 de Dezembro de 2011                                                  | 11 de Janeiro de 2012                                                   |
| Tony Chimel*                                                         | 26 de Janeiro de 2012                                                   | 13 de Junho 2012                                                        |
| Eden Stiles                                                          | 12 de Julho de 2011                                                     | 12 de Julho de 2011                                                     |
| Eden Stiles                                                          | 9 de Novembro de 2011                                                   |                                                                         |
| Eden Stiles                                                          | 7 de Dezembro de 2011                                                   | 21 de Dezembro de 2011                                                  |
| Lilian Garcia                                                        | 18 de Janeiro de 2012                                                   | 18 de Janeiro de 2012                                                   |
| Caylee Turner, Summer Rae e Chris Russo                              | 20 de Junho de 2012                                                     | 17 de Outubro de 2012                                                   |
| Howard Finkel                                                        | Evento principal, 29 de Julho de 2012 (exibido em 29 de Agosto de 2012) | Evento principal, 29 de Julho de 2012 (exibido em 29 de Agosto de 2012) |
| Summer Rae e Byron Saxton                                            | 24 de Outubro de 2012                                                   | 14 de Fevereiro de 2013                                                 |
| Byron Saxton, Kendall Skye, Alexa Bliss, Eden Stiles e Veronica Lane | 21 de Fevereiro de 2013                                                 | 19 de Setembro de 2013                                                  |
| Eden e JoJo                                                          | 26 de Setembro de 2013                                                  | 10 de Outubro de 2014                                                   |
| Byron Saxton e JoJo                                                  | 16 de Outubro de 2014                                                   | 6 de Novembro de 2014                                                   |
| JoJo                                                                 | 13 de Novembro de 2014                                                  | 29 de Abril de 2015                                                     |
| JoJo e Greg Hamilton                                                 | 6 de Maio de 2015                                                       | 15 de Julho 2015                                                        |
| Greg Hamilton e Dasha Fuentes                                        | 22 de Julho de 2015                                                     | 24 de Agosto de 2016                                                    |
| Andrea D'Marco e Mike Rome                                           | 31 de Agosto de 2016                                                    | 4 de Janeiro de 2017                                                    |
| Mike Rome                                                            | 11 de Janeiro de 2017                                                   | 5 de Abril de 2017                                                      |
| Mike Rome                                                            | 3 de Maio de 2017                                                       | 23 de Agosto de 2017                                                    |
| Dasha Fuentes                                                        | 12 de Abril de 2017                                                     | 26 de Abril de 2017                                                     |
| Christy St. Cloud                                                    | 29 de Novembro de 2017                                                  | 16 de Março de 2018                                                     |
| Mike Rome e Kayla Braxton                                            | 30 de Agosto de 2017                                                    | 11 de Abril de 2018                                                     |
| Mike Rome e Kayla Braxton                                            | 4 de Julho de 2018                                                      | 15 de Agosto de 2018                                                    |
| Kayla Braxton                                                        | 18 de Abril de 2018                                                     | 27 de Junho de 2018                                                     |
| Kayla Braxton                                                        | 22 de Agosto de 2018                                                    | 17 de Abril de 2019                                                     |
| Alicia Taylor                                                        | 24 de Abril de 2019                                                     | presente                                                                |
| Greg Hamilton                                                        | 25 de Março de 2020                                                     | 8 de Abril de 2020                                                      |
| Kelly Kincaid                                                        | 14 de Novembro de 2023                                                  | 21 de Novembro de 2023                                                  |

(*) Se Chimel estivesse ausente das gravações do NXT/SmackDown, ele teria sido substituído como locutor de ringue por Justin Roberts do Raw ou Eden Stiles do Superstars, que também atuaria como locutor de ringue do SmackDown para o episódio daquela semana. A partir de 8 de dezembro de 2011, Chimel foi substituída por Lilian Garcia no SmackDown e Eden Stiles assumiu as funções de anúncio de Chimel no NXT até 13 de dezembro de 2011. Em 21 de dezembro, antes do NXT ser apresentado no WWE.com, Stiles anunciou que pediu sua liberação da WWE um dia depois de suas últimas aparições em Superstars e NXT terem sido gravadas.

## Música tema
Em sua encarnação original, a música americana Bang "Wild and Young" foi usada para cada temporada com exceção da terceira. Durante a terceira temporada, a música tema de abertura do programa foi "You Make the Rain Fall" de Kevin Rudolf. "Get Thru This" de Art of Dying também foi usado durante as cinco temporadas iniciais do show.
"Welcome Home" de Coheed and Cambria foi usado desde o relançamento do programa em 20 de junho de 2012 a 24 de fevereiro de 2014.
"Roar of the Crowd" de CFO$ serviu como a música tema oficial do NXT desde sua chegada à WWE Network de (27 de fevereiro de 2014) a 5 de abril de 2017. Um remix da mesma música foi usado a partir de 15 de junho de 2016.
A partir de 12 de abril de 2017, a música tema foi "Rage" de CFO$, seguida de "Resistance" de Powerflo; que foi usado pela primeira vez no episódio de 31 de maio de 2017.
No episódio de 4 de abril de 2019, "All Out Life" do Slipknot foi usado como a nova música tema.
De 20 de abril de 2021 a 7 de setembro de 2021, a música tema oficial do NXT foi "Say Cheese" de Poppy, apresentada pela primeira vez no NXT TakeOver: Stand & Deliver.
A partir de 14 de setembro de 2021, a música tema oficial do NXT 2.0 é "Down South", de Wale, com Yella Beezy e Maxo Kream..

## Histórico de transmissão
| Canal  | Horário                     | Anos                                             |
| ------ | --------------------------- | ------------------------------------------------ |
| Syfy   | Terça-feira, das 22h às 23h | 23 de fevereiro de 2010 – 28 de setembro de 2010 |
| USA    | Quarta-feira, das 20h à 22h | 18 de setembro de 2019 – 7 de abril de 2021      |
| USA    | Terça-feira, das 20h à 22h  | 13 de abril de 2021 - 24 de setembro de 2024     |
| The CW | Terça-feira, das 20h às 22h | 1 de outubro de 2024 – presente                  |

### Transmissões internacionais
WWE NXT (junto com WWE NXT UK) transmitido no Reino Unido pela BT Sport desde janeiro de 2020.

## Ligações Externas
- «Sítio oficial»
- WWE NXT no Facebook
- WWE NXT no X
- Programa WWE NXT no YouTube
- WWE NXT. no IMDb.
- «WWE NXT» (em inglês). no TV.com